# سرنواری جاوه‌ای
سرنواری جاوه‌ای (نام علمی: Melogale orientalis) نام یک گونه از سرده سرنواری است.